# Referendum in Austria del 1994
Il referendum in Austria del 1994 si è tenuto il 12 giugno e aveva ad oggetto l'ingresso del Paese nell'Unione europea.
A seguito dell'esito favorevole del referendum, l'Austria è divenuta membro dell'Unione europea a decorrere dal 1º gennaio 1995.

## Risultati
| Scelta               | Voti      | %     |
| -------------------- | --------- | ----- |
| Sì                   | 3.145.981 | 66,58 |
| No                   | 1.578.850 | 33,42 |
| Totale               | 4.724.831 |       |
| Schede bianche/nulle | 43.570    |       |
| Votanti/affluenza    | 4.768.401 | 82,35 |
| Elettori             | 5.790.578 |       |